# Ilva Mică
Ilva Mică é uma comuna romena localizada no distrito de Bistrița-Năsăud, na região histórica da Transilvânia. A comuna possui uma área de 52.50 km² e sua população era de 3448 habitantes segundo o censo de 2007.